# Husos horarios de los Estados Unidos

Mapa de las zonas horarias de los EE.UU entre el 2 de abril de 2006 y el 11 de marzo de 2007.

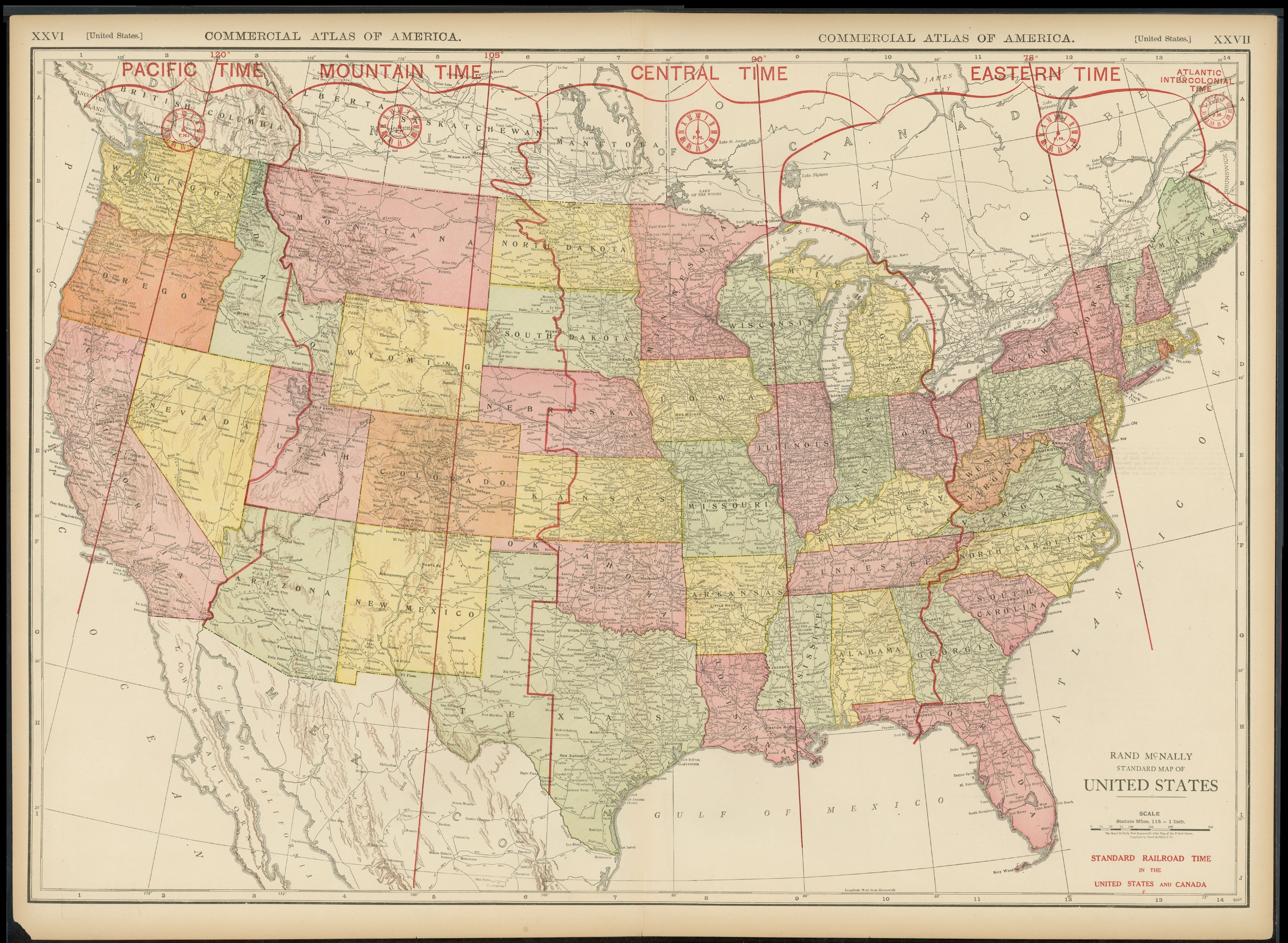
Mapa de las zonas horarias de los EE.UU, 1921.

La hora de los Estados Unidos, por ley, está dividida en nueve husos horarios estándares que abarcan a los estados y sus posesiones, con la mayoría del país usando el horario de verano en alguna parte del año. La regulación de los límites de las zonas horarias y la práctica del horario de verano está bajo la autoridad del Departamento de Transporte de los Estados Unidos. Los servicios de cronometraje (relojes) oficiales altamente precisos son provistos por dos agencias federales: el Instituto Nacional de Estándares y Tecnología, y su homólogo militar, el Observatorio Naval de los Estados Unidos. Los relojes manejados por estas dos instituciones son mantenidos altamente sincronizados con una altísima precisión los unos a los otros, así como también con los pertenecientes a otras organizaciones internacionales.
Es la combinación del uso de horario con las normas del horario de verano junto con las instituciones reguladoras lo que determina la hora civil legal para cualquier ubicación dentro de los Estados Unidos y en cualquier momento.

## Husos horarios de Estados Unidos
El territorio que actualmente pertenece a Estados Unidos es atravesado por distintos husos horarios. Las franjas horarias actuales son definidas por el título 15 del Código de Ley de Estados Unidos, específicamente en la sección 260. La ley federal también establece la transición de fechas y horas en las cuales se pone en marcha el horario de verano. En última instancia es el Secretario de Transporte, en coordinación con los estados, quien determina qué regiones van a usar los husos horarios estándares y si van a practicar el horario de verano o no. Desde el 9 de agosto de 2007 las zonas horarias estándares son definidas con el UTC. Antes de esta reforma, las regiones se basaban en el tiempo solar medio, en varios intervalos de meridianos de 15° a partir del meridiano de Greenwich.

### Zonas usadas en los estados contiguos
- Hora estándar del este: por convención se abrevia EST, que deriva del inglés Eastern Standard Time. Usa el UTC-5 y también se le llama "Zona R". Abarca aproximadamente los estados de la costa atlántica y los dos tercios orientales del Valle de Ohio.

- Hora estándar central: se abrevia CST, que deriva del inglés Central Standard Time. Usa el UTC-6 y también es conocida como "Zona S". Comprende aproximadamente la costa del Golfo, el valle de Mississippi y las Grandes Llanuras.

- Hora estándar de la montaña: se abrevia MST, acrónimo del inglés Mountain Standard Time. Usa el UTC-7 y también se le llama "Zona T". Comprende aproximadamente los estados que incluyen las Montañas Rocosas.

- Hora estándar del Pacífico: se abrevia PST, del inglés Pacific Standard Time. Usa el UTC-8 y se le denomina también "Zona U". Abarca aproximadamente los estados de la costa Pacífico, además de Nevada.

### Zonas usadas en los estados no contiguos
- Hora estándar de Alaska: Se abrevia ALKS. Ocupa el UTC-9 y se le llama también "Zona V". Comprende gran parte del estado de Alaska.

- Hora estándar Hawaiano-Aleutiano (de manera no oficial, Hora estándar de Hawái: HST): Se abrevia HAST, derivando del inglés Hawaii-Aleutian Standard Time. Ocupa el UTC-10, y se le denomina también "Zona W". Comprende todo el estado de Hawái y la mayoría de la extensión del archipiélago de las islas Aleutianas.

### Zonas usadas en territorios de Estados Unidos
- Zona horaria del Atlántico: se abrevia AST, proveniente del inglés Atlantic Standard Time. Ocupa el UTC-4 y también es conocida como "Zona Q". Abarca Puerto Rico y las Islas Vírgenes de Estados Unidos.

- Zona horaria de Samoa: se abrevia como SST y usa el UTC-11, y se le llama ocasionalmente "Zona X". Abarca la Samoa Americana.

- Zona horaria de Chamorro: se abrevia ChST, usa el UTC+10 y también se le denomina "Zona K". Comprende la isla de Guam y las Islas Marianas del Norte.